# Крижанівський Володимир Васильович (військовик)
Володи́мир Васи́льович Крижані́вський, псевдо «Есте́т» (26.02.1996 — 03.04.2022) — старший солдат особливого загону спеціального призначення «Азов» Національної гвардії України, учасник російсько-української війни, який героїчно загинув під час російського вторгнення в Україну у 2022 році у місті Маріуполь Донецької області.

## Життєпис
Народився 26 лютого 1996 року в селі Покровське Врадіївського району (нині Первомайського) на Миколаївщині. Змалку захоплювався автомобілями, зброєю та військовою технікою.
Після закінчення 11 класів вступив до Державного вищого навчального закладу «Миколаївський політехнічний коледж» за спеціальністю «Обслуговування та ремонт електроустаткування автомобілів і тракторів». У 2019 році закінчив Миколаївський національний аграрний університет за напрямом підготовки «Енергетика та електротехнічні системи в агропромисловому комплексі». У студентські роки займався рукопашним боєм.
6 червня 2018 року Володимир підписав контракт з Національною гвардією України, в/ч 3039 у Миколаєві. 7 лютого 2019 року був переведений в окремий загін спеціального призначення «Азов». Служив на посаді старшого стрільця-навідника гранатометного відділення взводу вогневої підтримки 2-ї роти 2-го батальйону «Азова». Улітку 2019 року брав участь у боях на Світлодарській дузі.
До початку повномасштабного російського вторгнення Володимир перебував у відпустці у батьків. 23 лютого 2022 року повернувся до побратимів, брав участь в обороні Маріуполя на Донеччині. Отримав підвищення по службі, був назначений старшим механіком-водієм-електриком відділення управління командира батареї взводу управління командира батареї 2-ї гаубичної артилерійської батареї гаубичного артилерійського дивізіону ОЗСП «Азов».
Володимир Крижанівський героїчно загинув 3 квітня 2022 року під час виконання бойового завдання на правому березі Маріуполя. Понад 6 місяців військовика вважали зниклим безвісти. Потім за експертизою ДНК стало відомо, що Естета поховано у Дніпрі на Краснопільському цвинтарі як тимчасово невідомого захисника України. Лише 8 жовтня 2022 року Володимира Крижанівського вдалося перепоховати в селі Покровське.

## Пам'ять
Вулицю Центральну села Покровського перейменовано на честь загиблого воїна — вулиця Володимира Крижанівського.

## Нагороди
- Медаль «Захиснику Вітчизни» (2019),
- Нагрудний знак «Ветеран війни — Учасник бойових дій» (2019),
- Орден «За мужність» ІІІ ступеня (2022, посмертно) — за особливу мужність і самовіддані дії, виявлені у захисті державного суверенітету та територіальної цілісності України, вірність військовій присязі, зразкове виконання службового обов'язку.